# Абдул-Хаир
Абдул-Хаир (после крещения Андрей Кучумович, ابوالخیر‎; род. ок. 1575) — сын сибирского царя Кучума от восьмой жены Чепшан.
1 августа 1591 г. взят в плен в бою близ озера Чили-Куль, воеводой князем В. Кольцовым-Мосальским.
В 1597 г. Абдул-Хаир обратился к отцу Кучуму, потерявшему свои владения и скитавшемуся в то время где-то в Бухаре, с призывом покориться царю Фёдору Ивановичу и воспользоваться его милостями.
С грамотой Абдул-Хаира отправлена была и царская грамота, в которой Кучуму предлагалось даже управление Сибирью в качестве русского присяжника.
В 1599 г. Абдул-Хаир был отвезён в Москву, где принял православие.